# 雨さえも
『雨さえも』（あめさえも、原題：西: También la lluvia）は2010年に公開されたスペイン映画である。2000年に、ボリビアで起きた水道事業の民営化を巡る騒動であったコチャバンバ水紛争をモチーフにした社会派映画である。日本では、2011年9月、第8回ラテンビート映画祭では原題の日本語訳である「雨さえも」のタイトル名で上映された。その後、2013年に日本国内での劇場公開および発売されたDVDでは『ザ・ウォーター・ウォー』という邦題が与えられた。

## あらすじ
新大陸を発見したクリストファー・コロンブスから始まるスペインによる植民地支配の映画を撮影するために、スペインの映画監督のセバスティアンと映画プロデューサーのコスタが製作スタッフを伴ってボリビアのコチャバンバに入った。現地でエキストラを募集すると、大勢の先住民たちが長蛇の列をつくっていた。コスタは、エキストラを1日2米ドルで雇えると出資者に電話をかけた。すでに充分なエキストラが集まったとして、コスタは受付を中止しようとするようにとセバスティアンに指示するが、「面接が行われるまで動かない」と猛抗議するダニエルが現れた。セバスティアンは、ダニエルを気に入り、コスタの反対を押し切ってダニエルを先住民のリーダー役に抜擢した。一方、現地では欧米企業が水道事業を買収し水道料金の大幅値上げを行って、住人が苦境に陥っていた。ダニエルは撮影の合間に水道料金値上げに対する抗議行動に参加していた。やがて映画スタッフの前で起こる抗議行動は、映画のテーマである新大陸の植民地支配とオーバーラップしていく。

## 公開
製作国のスペインで、2011年1月に一般公開された。ボリビアでは2011年3月に一般公開がなされた。
日本では、2011年9月の第8回ラテンビート映画祭で上映。2013年にカルチャヴィル合同会社の配給として『ザ・ウォーター・ウォー』という邦題が与えられ劇場公開された。

## 製作背景
本映画はアメリカの歴史家であるハワード・ジンに捧げられている。脚本を務めたポール・ラバトリーは「ハワード・ジンの著作『民衆のアメリカ史』の中で、コロンブスを新大陸を発見した偉大な航海者という従来のイメージではなく『金儲けにとりつかれた人物』として描き、先住民の側に立ったバルトロメ・デ・ラス・カサスがあまり語られていないと指摘したことに触発されて本作の構想が生まれた」と語っている。また、ラバトリーは「ボリビアで起きたコチャバンバ水紛争は、スペイン植民地時代の黄金を巡る闘いの今日版であり、人民が権利を要求すると、権力側が武力を持って人民を隷属状態に置こうとする普遍的な問題を扱った」と説明している。
本作の監督であるイシアル・ボジャインも、「映画の中で撮影される新大陸への侵略の歴史と撮影時点の2000年の水紛争に接点をもたせ、本作が繰り返される歴史の一環として水紛争をとらえたもの」をうかがわせる発言をしている。

## 作品への評価と批判

### アメリカ合衆国での評価
ニューヨーク・タイムズに本作のレビューを寄稿したステファン・ホールデンは「作中の架空映画で撮影されたコロンブス到着以後の植民地主義や宗教的シーンはテレンス・マリックの映画のようであり、水紛争での暴動シーンはドキュメンタリーを見ているようで見事だ」と論評した。その一方で「作中のプロデューサーが1日2ドルで先住民をエキストラとして雇うことで、その無自覚さを映画のなかで表現した。しかしこの映画にでてくるボリビアの先住民のエキストラが何ドルで雇われたかは『この映画の持つ鏡あわせの構造の中に封じられている』」と指摘した。
映画評論家のロジャー・イーバートは、「コロンブス以後の植民地主義と現代に起きたコチャバンバ水紛争とを重ねあわせて、先住民への抑圧が続いていることを映画化した製作者側の勇気は賞賛に値する」とした。しかし、「この映画のエンドロールにボリビア人のエキストラの名前を『入れなかった』ことで、映画製作者自身が潜在的に先住民を抑圧していることを示した」と指摘している。

### 盗作疑惑
本作品は、ボリビア人の映画監督であるホルヘ・サンヒネス監督の1995年に撮影された作品である『鳥の歌』の盗作という批判がある。これは登場人物の設定、物語の進展、作品の主張などが『鳥の歌』と酷似していると指摘されているためである。
スペインのジャーナリストであるカルロス・テナが自身のブログにおいて、「También la Lluvia: ¿Plagio o Coincidencia?（「雨さえも」:盗作か偶然か？）」と題した記事を2011年1月21日付け公開した。
サン・アンドレス大学で教鞭をとるマウリシオ・ソウサ・クレスポ(Mauricio Souza Crespo)は、『雨さえも』が『鳥の歌』の盗作であるか否かという問題以前に、仮にホルヘ・サンヒネスが先進国の映画監督であったならばイシアル・ボジャインやラバトリーらもサヒンネスの作品に対して敬意を払ったはずであり、ボリビアの水戦争にインスパイアされて撮影され「繰り返される搾取と被搾取との対立構造を描いた」とするこの『雨さえも』そのものがボリビアに対する搾取を行っていることに他ならないと指摘している。
ソウサ・クレスポはさらに、「アメリカ合衆国の政治的な映画では『白人男性の苦悩』というテーマが頻繁に扱われるが、ボジャインというスペインの女性監督によって製作されたこの作品は、特権的地位に甘んじている『白人男性』を『植民地主義者』に置き換えたに過ぎない」と批判した。その上で、映画のタイトルについて『コチャバンバの人たちと踊る』とした方が良いとした。

### コチャバンバ水紛争での住民運動に対する侮辱
サン・アンドレス大学で政治哲学科長を務め、ボリビアの国連大使の経歴を持つラファエル・アルチョンド(Rafael Archondo)は、「（この映画が）あたかもコチャバンバの住民が共同井戸の接収と水道料金の値上げに反対して水道会社を追い出したことが水戦争であるかのように描いており、このような描き方は、今日のボリビア情勢へと続く一連の変革のきっかけとなった水戦争を、単なる利益擁護のための過激な暴動とみなして矮小化するものである」と批判している。その上でアルチョンドは「この作品では実際に水紛争すら描かれていないのにもかかわらず植民地主義の罪をテーマにしているので、タイトルを『罪さえも』にした方が良い」と述べている
「映画はボリビアの『水戦争』をいかに語るのか」で本作品を分析した兒島峰は、以下の様に批判している。

## 受賞
- アリエル賞 - イベロアメリカ映画賞
- ゴヤ賞 - 助演男優賞（カラ・エレハルデ）
- ベルリン国際映画祭 - パノラマ部門観客賞